# Compsaraia samueli
Compsaraia samueli is een straalvinnige vissensoort uit de familie van de staartvinmesalen (Apteronotidae). De wetenschappelijke naam van de soort is voor het eerst geldig gepubliceerd in 2009 door Albert & Crampton.